# Holmestrand
Holmestrandⓘ ist eine am Oslofjord liegende Kommune in der norwegischen Landschaft und Provinz Vestfold. Sie entstand im Rahmen der Kommunalreform in Norwegen am 1. Januar 2018 aus der Zusammenlegung von Hof und Holmestrand und am 1. Januar 2020 aus Sande und Holmestrand.

## Geografie
Die Kommune grenzt im Osten an den Oslofjord, im Norden an Drammen und Øvre Eiker, im Nordwesten an Kongsberg und im Süden an Tønsberg und Larvik. Das administrative Zentrum liegt in der Ortschaft Holmestrand.
Skibergfjellet ist ein Gebirge, das in der Kommune liegt und dessen höchster Gipfel der Vestfjellet ist, mit 634 moh. gleichzeitig die höchste Erhebung der Kommune Holmestrand.

## Wappen
Das neue Wappen der Kommune besteht im oberen Teil aus einem stilisierten weißen Eichenblatt auf blauem Grund. Im unteren sind drei stilisierte blaue Wellen auf weißem Grund dargestellt. Mit dem Wappen werden die drei wichtigen Naturelemente Wald, Erde und Wasser symbolisiert.

## Geschichte
Aufgrund von Funden aus der Steinzeit geht man davon aus, dass es auf dem Gebiet des heutigen Holmestrand schon vor 6000–7000 Jahren Siedlungen gegeben hat.
Aus der Eisenzeit existieren noch mehrere Grabhügel und Siedlungsreste.
In der Mitte des 16. Jahrhunderts entstand hier ein Hafen, da die Holländer Holz in die Niederlande geholt haben. Im Jahre 1663 wurde Holmestrand zum Zollamt und bekam 1744 Stadtrechte als ladested. In den Jahren 1716 und 1884 gab es größere Stadtbrände, in denen zunächst der nördliche, dann der südliche Teil der Stadt betroffen war.
Im 19. Jahrhundert war Holmestrand für seine medizinischen Bäder bekannt.
1886 wurde vom Storting beschlossen eine Bahnlinie Holmestrand-Vittingfoss zu bauen, die 1902 in Betrieb ging und in den ersten Jahren sehr profitabel war. Die Strecke wurde jedoch im Jahr 1938 geschlossen.
Am 1. Januar 1964 wurde die Landgemeinde Botne nach Holmestrand eingegliedert, zum 1. Januar 2018 Hof und zum 1. Januar 2020 Sande.

## Bevölkerung
Die Einwohneranzahl wuchs von 2010 bis 2019 um 13,3 Prozent an. Fast drei Viertel der Bevölkerung wohnt in einer der acht Tettsteder (Holmestrand, Selvik, Sande, Gullhaug, Hof, Klevjer, Sundbyfoss und Ekeberg)

## Politik
Es bestehen zahlreiche Städtepartnerschaften mit Städten in Nordeuropa und Deutschland.
- Herning, Dänemark
- Kangasala, Finnland
- Siglufjörður, Island
- Vänersborg, Schweden
- Åland, Finnland
- Husby, Deutschland
- Arsuk, Grönland
- Eiði, Färöer

## Wirtschaft und Infrastruktur

### Verkehr
Holmestrand hat einen Bahnhof an der Vestfoldbane.

### Wirtschaft
Sehr stark geprägt wird die Kommune durch Land- und Forstwirtschaft. In der Landwirtschaft wird hauptsächlich Getreide, Obst und Gemüse angebaut. Im Jahr 2018 wurden ca. 70.000 m³ Fichtenholz geschlagen.
Der industrielle Schwerpunkt liegt in der Eisen- und Metallindustrie. Hier ist speziell die Aluminiumindustrie hervorzuheben. Gegen Ende des 17. wurde eine Eisenhütte namens Eidsfos Verk gegründet, die ihre Blütezeit unter Peder von Cappelen hatte und im Jahr 1961 geschlossen wurde. Heute befindet sich auf dem ehemaligen Betriebsgelände ein Park und Museum.

## Kultur und Sehenswürdigkeiten

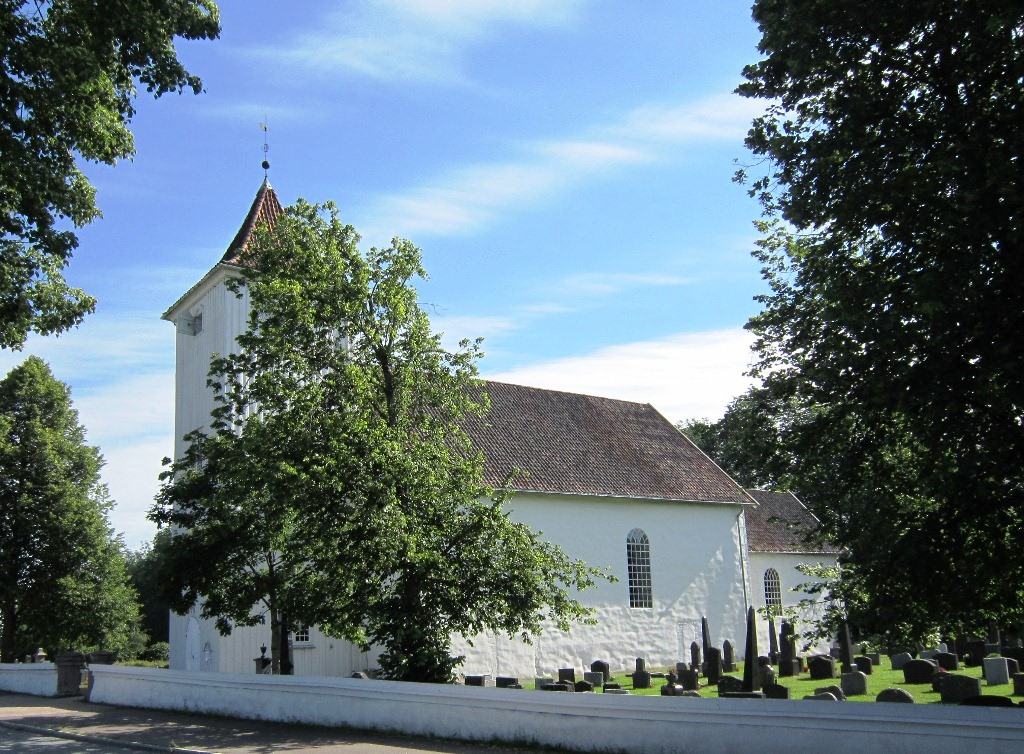
Sande Kirche

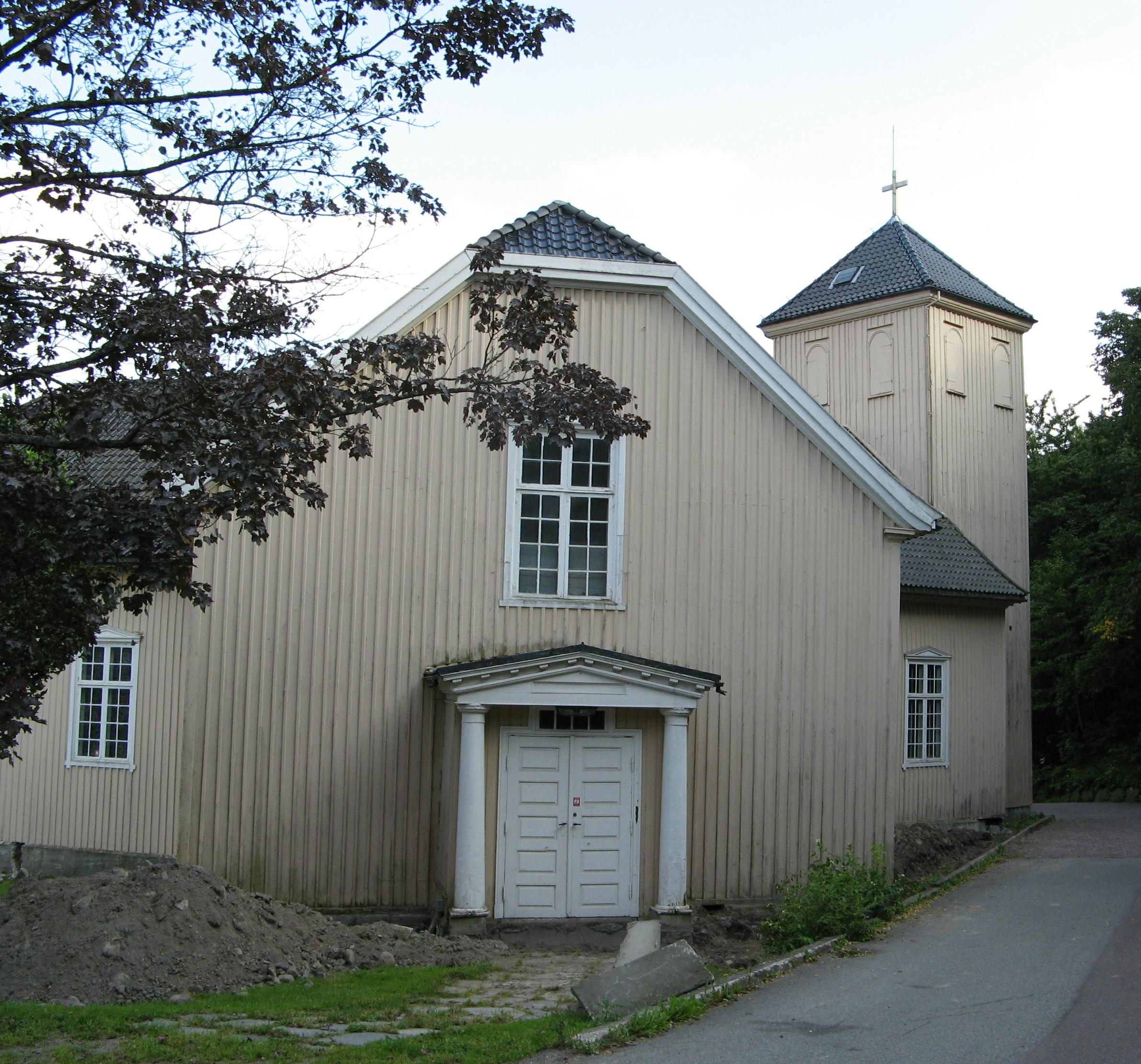
Holmestrand Kirche

- Eidsfos Hovegård
- Eidsfos Eisenwerkmuseum
- Nord-Jarlsbergmuseum
- Holmestrand Museum
- Aluminiummuseum
- Sande Kirche
- Hof Kirche
- Vassås KircheHolmestrand Kirche
- Botne Kirche
- Holmestrand Kirche
- Hillestad Kirche
- Eidsfoss Kirche

## Persönlichkeiten
- Morten Müller (1828–1911), Maler
- Agathe Backer Grøndahl (1847–1907), Komponistin und Pianistin
- Harriet Backer (1845–1932), Malerin
- Ebbe Hertzberg (1847–1912), Rechtshistoriker
- Nils Kjær (1870–1924), Essayist und Dramatiker
- Olav Duun (1876–1939), Schriftsteller
- Thomas Bache-Gabrielsen (1883–1942), Cognac-Hersteller
- Gunnar Graarud, (1886–1960), Opernsänger
- Otto Emil Johansen (1886–1934), Maler
- Rakel Seweriin (1906–1995), Politikerin
- Kåre Holt (1916–1997), Schriftsteller
- Bergljot Hobæk Haff (1925–2016), Schriftstellerin
- Arne Klavenes (* 1952), Radrennfahrer
- Jørn Skaane (* 1965), Radrennfahrer
- Runhild Gammelsæter (* 1976), Musikerin, Sängerin und Physiologin
- Aleksander Vinter (* 1986), Musikproduzent

## Galerie

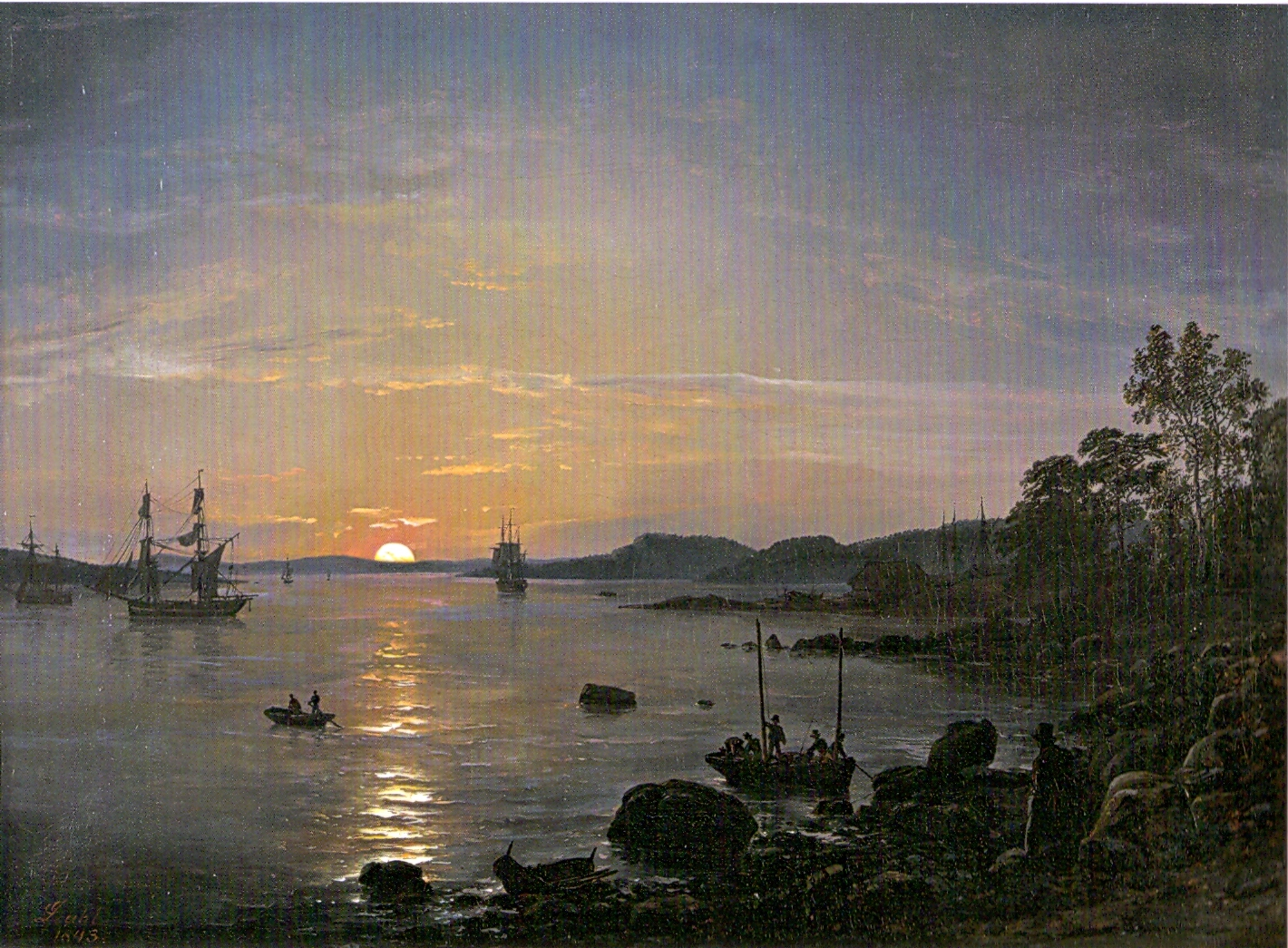
Dahl: Fjord bei Holmestrand
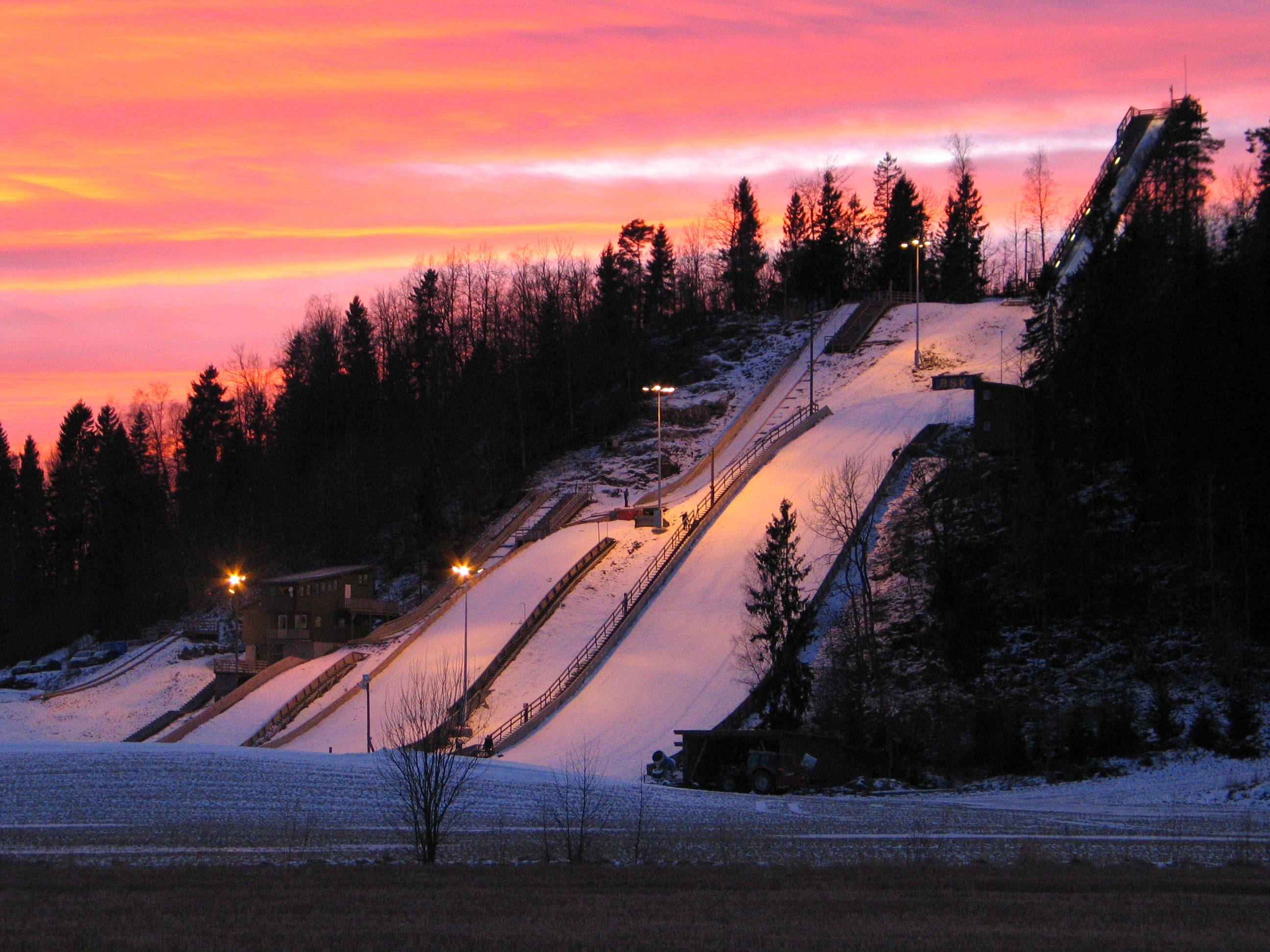
Breimyrbakkene Skisprungschanzen bei Holmestrand